# Wybrzeże Kości Słoniowej na Mistrzostwach Świata w Lekkoatletyce 2015
Wybrzeże Kości Słoniowej na Mistrzostwach Świata w Lekkoatletyce 2015 – reprezentacja Wybrzeża Kości Słoniowej podczas Mistrzostw Świata w Pekinie liczyła 4 zawodników, z których żaden nie zdobył medalu.

## Występy reprezentantów Wybrzeża Kości Słoniowej

### Mężczyźni
| Konkurencja   | Zawodnik           | Runda 1    | Runda 1 | Półfinał | Półfinał | Finał    | Finał   |
| Konkurencja   | Zawodnik           | Rezultat   | Pozycja | Rezultat | Pozycja  | Rezultat | Pozycja |
| ------------- | ------------------ | ---------- | ------- | -------- | -------- | -------- | ------- |
| Bieg na 100 m | Hua Wilfried Koffi | 10,29      | 35.     | NQ       | NQ       | NQ       | NQ      |
| Bieg na 100 m | Ben-Youssef Meïté  | 10,05 (NR) | 13. Q   | 10,17    | 18.      | NQ       | NQ      |
| Bieg na 200 m | Hua Wilfried Koffi | 20,39 (SB) | 24.     | NQ       | NQ       | NQ       | NQ      |

### Kobiety
| Konkurencja   | Zawodniczka        | Runda 1    | Runda 1 | Półfinał   | Półfinał | Finał    | Finał   |
| Konkurencja   | Zawodniczka        | Rezultat   | Pozycja | Rezultat   | Pozycja  | Rezultat | Pozycja |
| ------------- | ------------------ | ---------- | ------- | ---------- | -------- | -------- | ------- |
| Bieg na 100 m | Murielle Ahouré    | 11,10      | 11. Q   | 10,98      | 9.       | NQ       | NQ      |
| Bieg na 100 m | Marie Josée Ta Lou | 10,95w     | 3. Q    | 11,04 (PB) | 10.      | NQ       | NQ      |
| Bieg na 200 m | Marie Josée Ta Lou | 22,73 (PB) | 6. Q    | 22,56 (PB) | 9.       | NQ       | NQ      |